# منشی‌های طبقه ششم
منشی‌های طبقهٔ ششم (ایتالیایی: Le segretarie del sesto) یک مینی‌سریال کمدی رمانتیک ایتالیایی است که در سال ۲۰۰۹ منتشر شد.

## گزیدهٔ بازیگران
- کلاودیا جرینی
- آنتونیا لیسکووا
- میکائلا رمتزوتی
- توسکا داکوئینو
- کیارا فرانچینی
- آندرئا بوسکا
- ماریلا والنتینی

## قسمت‌ها
| شماره | تاریخ نمایش   | تعداد بینندگان | سهم نمایش |
| ----- | ------------- | -------------- | --------- |
| ۱     | ۲۵ اکتبر ۲۰۰۹ | ۴٫۲۵۴٫۰۰۰      | ۱۸٬۳۲٪    |
| ۲     | ۲۶ اکتبر ۲۰۰۹ | ۴٫۲۲۵٫۰۰۰      | ۱۶٬۳۹٪    |